# Třída Edgar
Třída Edgar byla třída chráněných křižníků první třídy britského královského námořnictva. Celkem bylo postaveno devět jednotek této třídy. Ve službě byly od roku 1893. Navzdory své zastaralosti se křižníky účastnily první světové války. Jeden byl za války potopen. Ostatní byly na počátku 20. let 20. století sešrotovány. Křižníky třídy Edgar byly jako první vybaveny protitorpédovou obšívkou.

## Stavba
Křižníky třídy Edgar byly zmenšenou verzí předcházející třídy Blake, přičemž si zachovávaly jejich výzbroj a míru pancéřování. Zároveň byl použit slabší pohonný systém a zmenšena byla i zásoba paliva. Celkem bylo v letech 1889–1894 postaveno devět křižníků této třídy.
Jednotky třídy Edgar:
| Jméno                     | Loděnice             | Zhotovitel pohonu | Zahájení stavby | Spuštěna     | Vstup do služby | Cena podle (BNA 1895) | Cena podle (BNA 1905) | Cena podle (BNA 1906) | Poznámka |
| ------------------------- | -------------------- | ----------------- | --------------- | ------------ | --------------- | --------------------- | --------------------- | --------------------- | --- |
| Crescent                  | HMNB Portsmouth      | Penn              | 13. 10. 1890    | 30. 3. 1892  | 22. 2. 1894     | £383,068              | £411,108              | £392,453              | Od února do listopadu 1915 strážní loď, později neozbrojená depotní loď. Prodán do šrotu 1921.                                                                           |
| Edgar                     | Devonport            | Elder             | 3. 6. 1889      | 24. 11. 1890 | 2. 3. 1893      | £401,083              | £428,081              | £410,980              | Před světovou válkou využíván při výcviku. Později reaktivován. Prodán do šrotu 1921.                                                                                    |
| Endymion                  | C & W Earle          | Earle             | 22. 11. 1889    | 22. 7. 1891  | 26. 5. 1894     | £350,459              | £397,973              | £375,250              | V letech 1906–1912 využíván jako tender. Později reaktivován. Prodán do šrotu 1920.                                                                                      |
| Gibraltar                 | Robert Napier & Sons | Napier            | 2. 12. 1889     | 27. 4. 1892  | 1. 11. 1894     | £347,634              | £377,741              | £373,236              | Od roku 1915 depotní loď. Prodán do šrotu 1923. |
| Grafton                   | Thames Ironworks     | Humphrys          | 1. 1. 1890      | 30. 1. 1892  | 18. 10. 1894    | £351,851              | £381,958              | £372,890              | V letech 1905–1913 depotní loď. Později reaktivován. Dne 11. června 1917 poškozen ponorkou. Od roku 1919 opět depotní loď. Prodán do šrotu 1920.                         |
| Hawke                     | Chatham Dockyard     | Elder             | 16. 6. 1889     | 11. 3. 1891  | 16. 5. 1893     | £365,491              | £413,101              | £400,702              | Před válkou využíván ve výcviku. Roku 1911 poškozen při srážce s RMS Olympic. Dne 15. října 1914 byl v Severním moři potopen německou ponorkou SM U 9. Zemřelo 524 osob. |
| Royal Arthur (ex Centaur) | HMNB Portsmouth      | Maudslay          | 20. 1. 1890     | 26. 2. 1891  | 2. 3. 1893      | £402,414              | £427,620              | £412,033              | Od února 1915 strážní loď a posléze depotní loď ponorek. Vyřazen 1920. Prodán do šrotu 1921.                                                                             |
| St. George                | C & W Earle          | Maudslay          | 23. 4. 1890     | 23. 6. 1892  | 25. 10. 1894    | £377,204              | £407,540              | £388,755              | Od roku 1910 depotní loď torpédoborců a od roku 1917 depotní loď ponorek. Prodán do šrotu 1920.                                                                          |
| Theseus                   | Thames Ironworks     | Maudslay          | 16. 7. 1890     | 8. 9. 1892   | 14. 1.1894      | £347,577              | £377,913              | £370,359              | V letech 1905–1912 tender. Později reaktivován, v roce 1918 depotní loď. Vyřazen 1920. Prodán do šrotu 1921.                                                             |

## Konstrukce

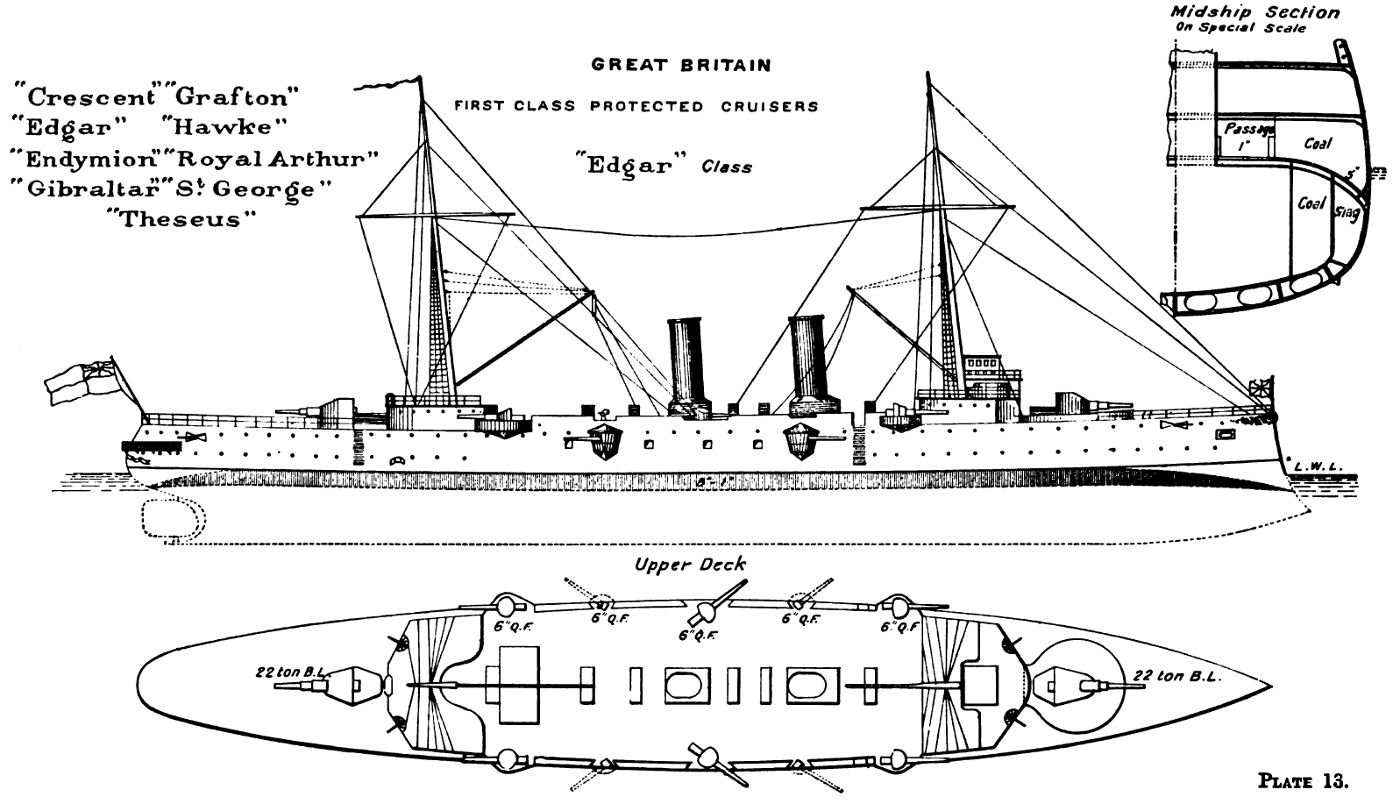
Nákres paluby a trupu nakreslený v Brasseyho ročence Navy 1897

Hlavní výzbrojí byly dva 234mm kanóny umístěné na přídi a na zádi (oba byly kryté štíty) a deset 152mm kanónů. Doplňovalo je dvanáct 57mm kanónů, pět 47mm kanónů a čtyři 457mm torpédomety. Pohonný systm tvořily čtyři kotle a dva dvouválcové parní stroje o výkonu 12 000 ihp, pohánějící dva lodní šrouby. Nejvyšší rychlost dosahovala 20 uzlů. Dosah byl 10 000 námořních mil při 10 rychlosti uzlů.
Křižníky Gibraltar, Crescent, Royal Arthur a St. George byly upraveny pro službu v tropech, což zvětšilo výtlak o  350 tun a snížilo rychlost o půl uzlu. Křižníky Royal Arthur a Crescent se mírně lišily upravenou nástavbou a složením výzbroje. Příďový 234mm kanón u nich nahradily dva rychlopalné 152mm kanóny.